# All'ombra delle pagode
All'ombra delle pagode (East of Suez) è un film muto del 1925 diretto da Raoul Walsh. Pola Negri è una sanguemisto coinvolta in un'avventura esotica: la sceneggiatura di Sada Cowan è tratta da East of Suez, un dramma di W. Somerset Maugham andato in scena a Londra il 2 settembre 1922 e a Broadway il 21 settembre 1922.

## Trama
Educata nel Regno Unito, Daisy Forbes ritorna in Cina, dov'è nata, per scoprire di essere diventata una fuori casta. Le muore il padre e la ragazza viene a sapere che la donna cinese che l'ha allevata è sua madre.
Il fidanzato George Tevis, nipote del console britannico, la lascia perché, dietro consiglio dello zio, preferisce la carriera diplomatica a lei. Doris, drogata e ipnotizzata, viene rapita da Lee Tai, un sinistro mandarino cinese, ma è salvata da Harry Anderson che lei poi sposa per disperazione.
Quando il marito viene a sapere che sua moglie è una donna messa al bando dalla buona società, rimpiange amaramente il matrimonio.
George, non sapendo delle nozze, cerca la fidanzata: quando la trova, scopre la verità. Allora vuole avere con lei un abboccamento per poterle dire addio, anche se il marito gli ha proibito di vederla.
Anderson sta per sparare all'uomo che entra in casa sua, ma prima di riuscire a farlo, muore avvelenato da Lee Tai. George porta via Daisy: insieme torneranno in Inghilterra, mentre Lee Tai verrà condannato a morte dalle leggi cinesi.

## Produzione
Il film fu il primo di una serie di pellicole che Walsh girò per la Famous Players-Lasky Corporation (la casa di produzione che diventerà in seguito Paramount Pictures, prendendo il nome dalla compagnia che distribuiva i film prodotti da Zukor e Lasky).

Le riprese iniziarono a metà novembre 1924 nei Paramount Studios di New York, nel Queens.

## Distribuzione
Il copyright del film, richiesto dalla Famous Players-Lasky Corp., fu registrato il 13 gennaio 1925 con il numero LP21010.

Distribuito dalla Paramount Pictures e presentato da Jesse L. Lasky e Adolph Zukor, il film uscì nelle sale statunitensi il 12 gennaio 1925 dopo essere stato presentato in prima a New York il 5 gennaio
. 
In Danimarca, il film uscì il 16 dicembre 1925 con il titolo Østen for Suez; l'UFA lo distribuì in Germania nel 1926 come Opfer des Blutes; in Finlandia, uscì il 6 settembre 1926 con il titolo Keltaisen miehen vallassa. In Austria, prese il titolo Abenteuer in China e Leidenschaften des fernen Ostens; in Spagna, La dama de Oriente; in Grecia, Peran tou Suez; in Polonia, Pietno krwi; in Francia, À l'ombre des pagodes.
Non si conoscono copie ancora esistenti della pellicola che viene considerata presumibilmente perduta.